# Rock
 Der er for få eller ingen kildehenvisninger i denne artikel, hvilket er et problem. Du kan hjælpe ved at angive troværdige kilder til de påstande, som fremføres i artiklen.

Rock er en genre inden for rytmisk musik som har sin rod i blues og 1950'ernes rock'n'roll. Rockmusik er oprindelig musik i 4/4-taktart og har traditionelt været spillet af en besætning med trommer, elektrisk guitar, elektrisk basguitar og en eller flere forsangere. Der har dog været brugt næsten alle kendte musikinstrumenter i en eller flere sammenhænge i forbindelse med rockmusik.
Genren fik en væsentlig fornyelse gennem musikscenen i Storbritannien i 1960'erne, senere kendt som 'British Invasion'. Denne bølge fostrede navne som The Shadows, The Beatles, The Rolling Stones, The Kinks og The Who, der i 1965 inspirerede protestsangeren Bob Dylan til at sætte strøm til guitaren. Dette igangsatte en ny amerikansk rockepoke, hvor navne som Bruce Springsteen er en velkendt og væsentlig repræsentant.

## 1960'erne
Et kendetegn ved rockmusikken fra 1960'erne og frem blev at musikerne fremførte deres egne kompositioner. Indtil da havde der været en klar adskillelse mellem sanger- og sangskriverrollen. Elvis Presley var krediteret som medforfatter/komponist på ganske få af sine hits, men sang derudover udelukkende sange skrevet af andre. Også i denne nye udvikling var Beatles og Bob Dylan foregangsmænd, skønt allerede Buddy Holly og Chuck Berry var eksempler på sangere, der skrev deres eget materiale.
Et andet nyt kendetegn ved rockmusikken i denne periode var at man begyndte at betragte albummet som samlet udtryksform og pladeproduceren som frembringende kunstner. Hvor et album tidligere blot var en samling sange, skulle albummet nu ses som en helhed med fælles temaer. Igen var Beatles, men også f.eks. The Beach Boys banebrydende. Beatles-albummet Sergeant Pepper's Lonely Hearts Club Band og det uudsendte Beach Boys-album Smile er eksempler på denne nye opfattelse af albummet.

## 1970'erne
I 1970'erne udviklede der sig efterhånden mange nye genrer. Fra slutningen af 1960'erne var bands på den amerikanske vestkyst som The Byrds og The Flying Burrito Brothers eksempelvis begyndt at bygge bro mellem folkemusikken, rock og country. Dette resulterede i country rocken, der i 1970'erne udviklede sig til 'sydstats rock', 'alt.country' og 'americana' af navne som Lynyrd Skynyrd, The Band og Creedence Clearwater Revival. Herudover kan nævnes nye rock genrer som Progressiv rock (Pink Floyd), glam rock (David Bowie, T. Rex) soft-rock (The Eagles) og hård rock (Black Sabbath, KISS, Led Zeppelin, AC/DC).
I 1970'ernes sidste halvdel opstod punk som en reaktion på hvad nogle opfattede som den prætentiøse og til overmål komplekse drejning, rock havde taget, og den tiltagende hang til konceptalbums m.v.. Blandt væsentlige navne fra denne periode kan nævnes Sex Pistols, Joy Division, The Ramones, The Clash og Dead Kennedys. Punk var bl.a. inspireret af glam-rockens flabethed og garagerockens aggressivitet, men stod også i gæld til navne som The Velvet Underground, MC5 og The Stooges. En del amerikanske navne som f.eks. Patti Smith og Television dukkede op i 1970'erne, og på grund af deres musikalske enkelhed blev de af og til rubriceret sammen med punk, selv om deres slægtskab til den sene 1960'er-rock er klart dominerende.

## 1980'erne
Omkring 1980 opstod flere væsentlige strømninger, der alle i en eller anden form stod i gæld til punkens nybrud. Hardcore-punk betonede punkens aggressive elementer inspireret af Black Flag m.fl. Post punken gav en mere eksperimenterende tilgang til genren, eksempelvis Hüsker Dü, The Minutemen og Wire, mens college rocken og den alternative rock, med hovednavne som The Replacements, The Pixies, R.E.M., Sonic Youth og Dream Syndicate var inspireret af punkens simple sangstrukturer og energi, men også fandt inspiration i den enkle, melodiøse tradition fra The Beatles, The Byrds – og de ikke særlig kendte Big Star – samt Neil Youngs støjende guitareksperimenter. New Wave-musikken fra Elvis Costello, The Cure, Depeche Mode, Erasure, og The Smiths m.fl. var en mindre aggressiv musikgenre, der forenede punkens enkelhed med elementer af pop.
En ny bølge af heavy metal fra Storbritannien og senere også USA forenede i navne som Motörhead, Venom og senere Metallica, Anthrax, Slayer m.fl. punkmusikkens hastighed og råhed med heavy metals tunge bund.

## 1990'erne
Sidst i 1980'erne var den britiske rock tilsyneladende låst fast i mindre væsentlige fænomener som f.eks. den indadvendte, drømmende 'shoegazer'-scene og den partyorienterede Manchester-scene, og den amerikanske rock havde en lignende skæbne. Men stagnationen var kun tilsyneladende. I begyndelsen af 1990'erne opstod nye tendenser der begge udsprang uden for rockmusikkens daværende mainstream og derfor er blevet kaldt for 'alternativ rock'. I den britiske britpop, forenede navne som Blur, Pulp og Oasis (der alle faktisk havde udgivet albums i nogle år) elementer fra new wave-musikken med en 1960'er-sensibilitet, bl.a. inspireret af navne som The Stone Roses. I den amerikanske grunge-musik var bands som Soundgarden, Pearl Jam, Alice in Chains og især Nirvana et bindeled mellem punken og et musikalsk udtryk, der ofte lå tæt op ad 1970'ernes tidlige heavy metal. Brit-poppen og grungen gav rockmusikken dens seneste større opblomstring. I midt-1990'erne var brit-poppens og grungens hovednavne rockmusikkens nye superstjerner og mainstream, men med Nirvana-forsangeren Kurt Cobains selvmord i 1994 gik det ned ad bakke med rockmusikkens popularitet. Sidst i 1990'erne opstod f.eks. den såkaldte post-rock -- en musikgenre, der som navnet antyder, skulle ses som 'musik efter rocken'. Post-rocken er i virkeligheden snarere en tilbagevenden til den 'progressive rock' med dens lange instrumentalt prægede forløb.

## 00'erne
I starten af det nye årtusind revolutionerede Radiohead den alternative rock ved at inkorporere elektroniske elementer i deres musik, mens The Strokes hittede med deres fortolkning af New Yorks post punk. De efterfølgende år så man en bred vifte af alternative rock bands omfortolke tidligere genrer, eksempelvis Coldplay, The Hives' garage rock, The White Stripes' minimalistiske bluesrock og Franz Ferdinands dansevenlige New Wave. Endvidere oplevede den såkaldte indie rock, repræsenteret ved bands som Arcade Fire, Band of Horses og The National, en kraftig opblomstring. Et andet markant band fra 00'erne er Muse, som har givet begrebet "stadionrock" en ny betydning. Muse har en storladen og meget karakteristisk lyd og bandet har de sidste ti år udsolgt stadioner over hele verden.

## I dag
Rockmusikken har i vore dag en lang række undergenrer, der for det utrænede øre ikke har meget til fælles og hvis væsentligste udvikling foregår uden for den til enhver tid eksisterende mainstream. Samlingspunkterne er i dag større, ældre og veletablerede navne som Bruce Springsteen, R.E.M., U2, AC/DC og Metallica. Disse navne har alle formået at skabe en musik, der appellerer bredt og til et publikum ud over den genre, de har deres udspring i.
Rockmusikken har haft ry for at være en 'hvid' musikgenre, hvor f.eks. soul, jazz og blues var 'sort', og derfor har der været en tendens til at bidrag fra sorte musikere som Arthur Lee (fra Love), Bad Brains og især Jimi Hendrix ikke har fået tilstrækkeligt med anerkendelse for deres vigtighed for rockmusikkens udvikling.
Rockmusikken har i tidens løb påvirket adskillige andre musikformer, og hybrider som folk rock, funk rock, jazz rock og rap rock er opstået og er blevet veletablerede kendsgerninger.